# Senyor de Las Limas
El Senyor de Las Limas és una escultura tallada amb pedra verda corresponent al període preclàssic mesomericà, és a dir, a la civilització olmeca. Representa un jove home en posició sedent que sosté amb els braços un nen jaguar, i és el jaguar un dels personatges mitològics d'aquesta civilització. L'estàtua és cèlebre per les representacions d'éssers sobrenaturals de la mitologia olmeca, cosa que fa que se la consideri com una important referència en el coneixement de la religió dels olmeques.